# Architettura copta

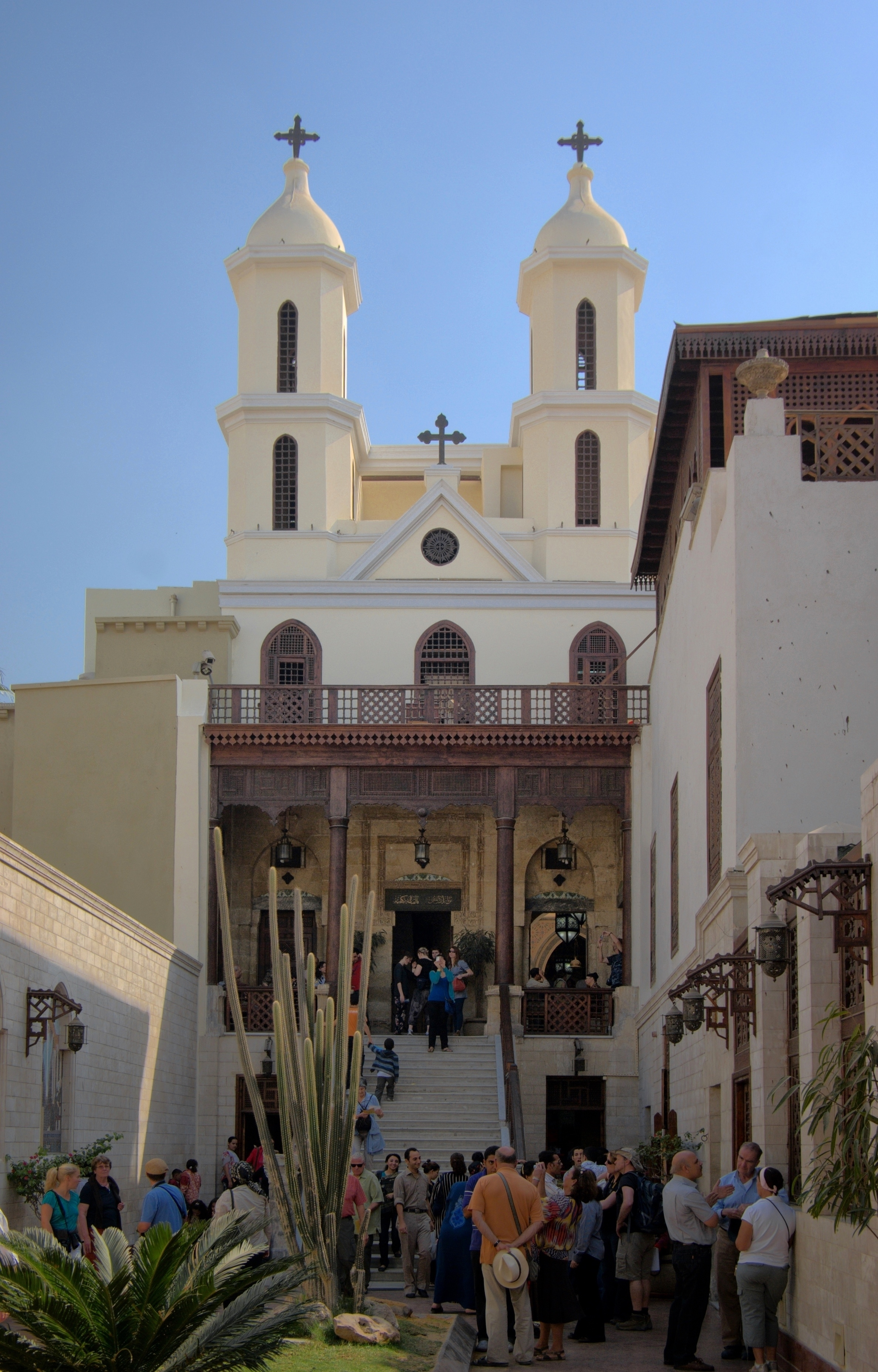
Chiesa Sospesa del Cairo.

L'architettura copta è l'architettura dei Copti, la minoranza cristiana dell'Egitto, ed è principalmente una architettura religiosa.
Le chiese copte vanno dalle grandi cattedrali come la Cattedrale di San Marco (Il Cairo)  fino alle piccole chiese dei villaggi rurali; esempi importanti sono anche i numerosi monasteri, tra cui il monastero di Sant'Antonio, il più antico del mondo. Alcune chiese, come la Chiesa Sospesa del Cairo, rivestono un valore storico per la Chiesa ortodossa copta e per i Copti in generale.